# Aricia issekutzi
Aricia issekutzi är en fjärilsart som beskrevs av Balogh 1956. Aricia issekutzi ingår i släktet Aricia och familjen juvelvingar. Inga underarter finns listade i Catalogue of Life.